# Ozurgeti

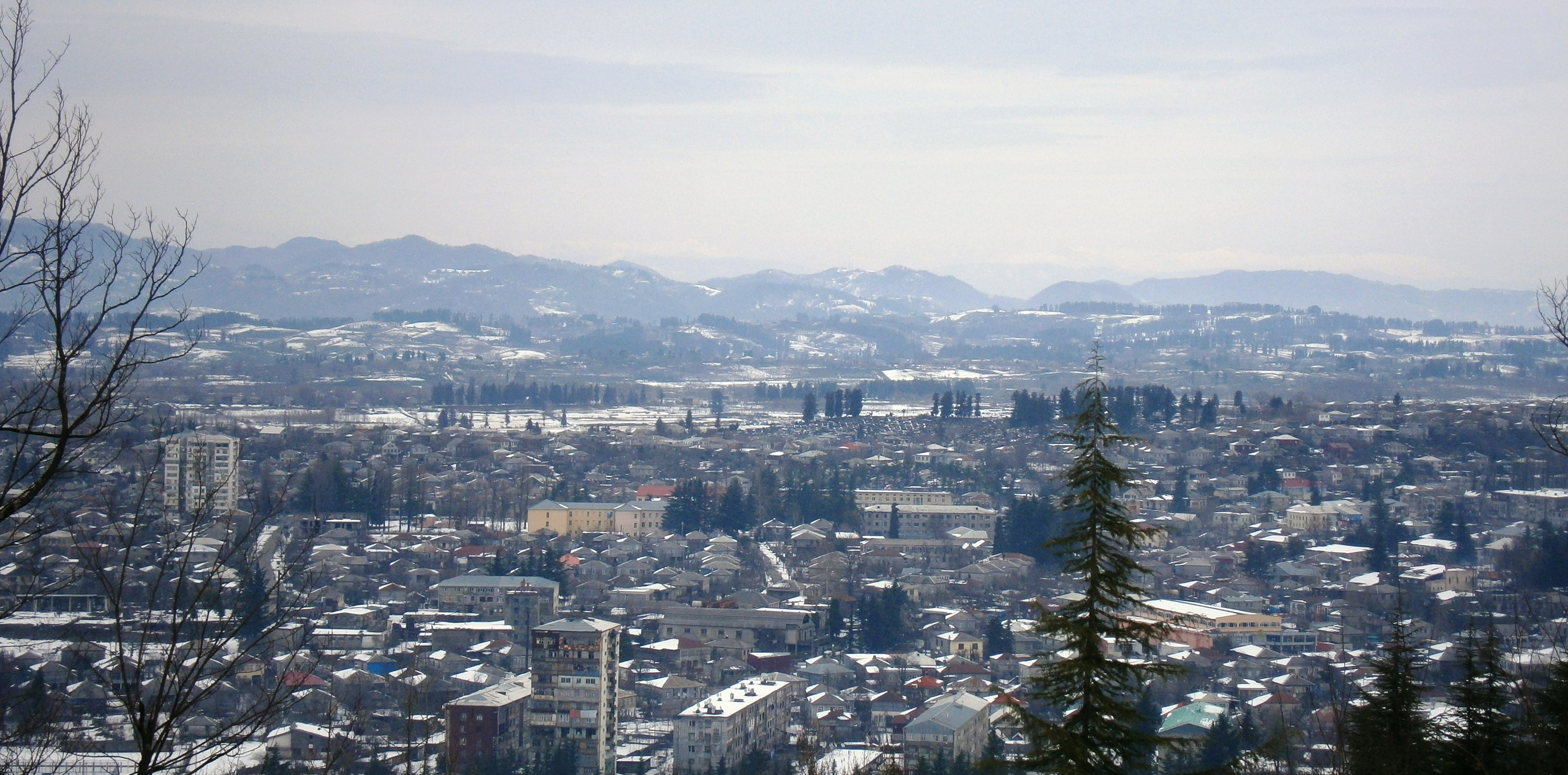

Ozurgeti (gruz. ოზურგეთი) – miasto w zachodniej Gruzji, stolica regionu Guria, siedziba gminy Ozurgeti.
Prawa miejskie posiada od 1840 roku. W latach 1934–1989 oficjalna nazwa miasta brzmiała Macharadze, na cześć Filipe Macharadze, gruzińskiego działacza komunistycznego.
Według danych szacunkowych liczba mieszkańców miasta liczyła w 2014 roku 14 785 mieszkańców. 
Miasto położone nad rzeką Natanebi. Były ośrodek przemysłowy. W czasach radzieckich siedziba Instytutu herbaty i kultur subtropikalnych.  
Przez miasto przebiega droga krajowa Batumi-Samtredia. Jest ono również połączone z linią kolejową Samtredia-Batumi. Na zachód od miasta znajduje się port lotniczy Ozurgeti. Do 2006 roku w Ozurgeti działała sieć trolejbusów.
W mieście znajduje się teatr dramatyczny oraz muzeum historyczne, w którym przechowywana jest szpada Napoleona Bonaparte. 

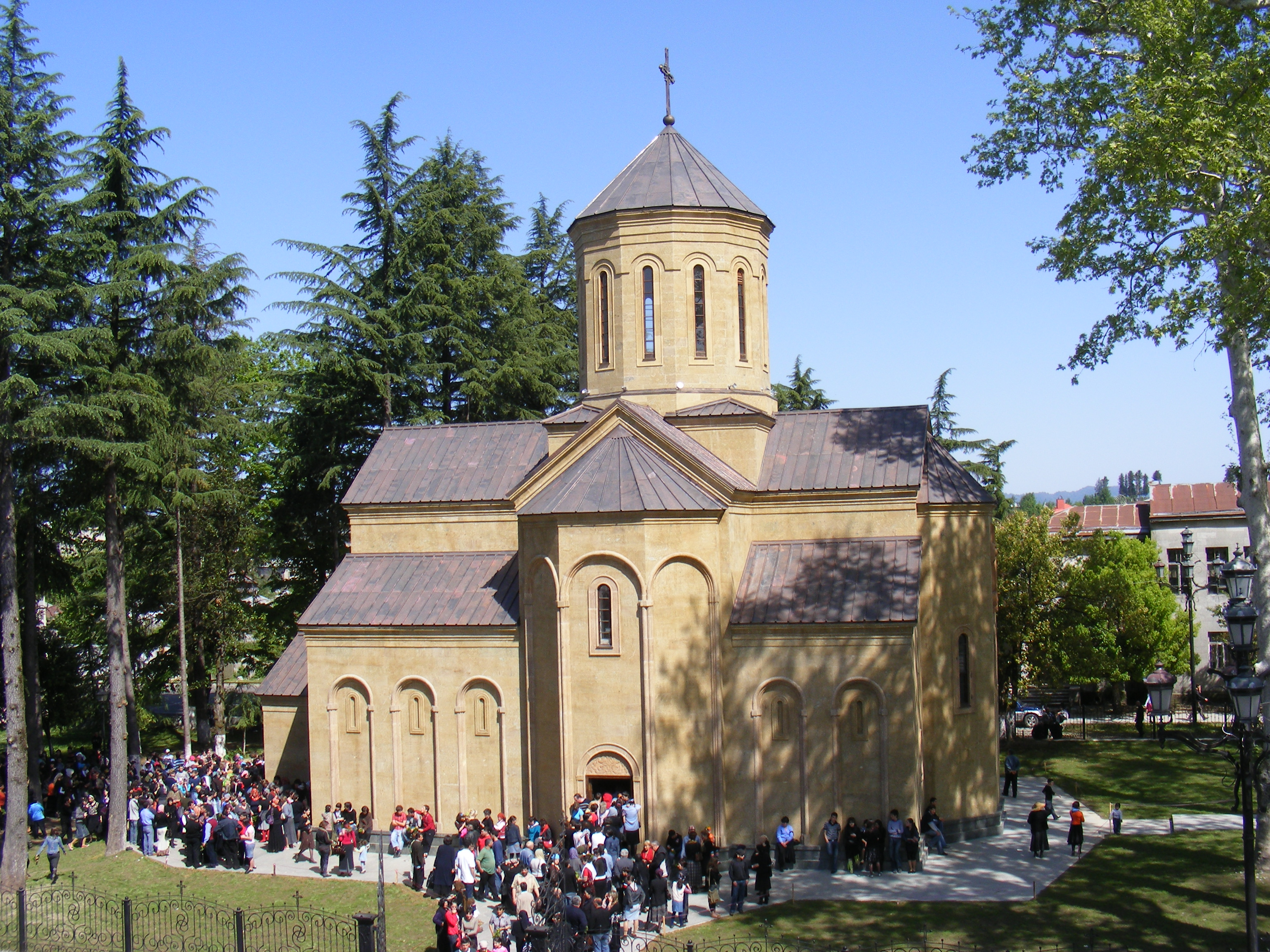
Cerkiew
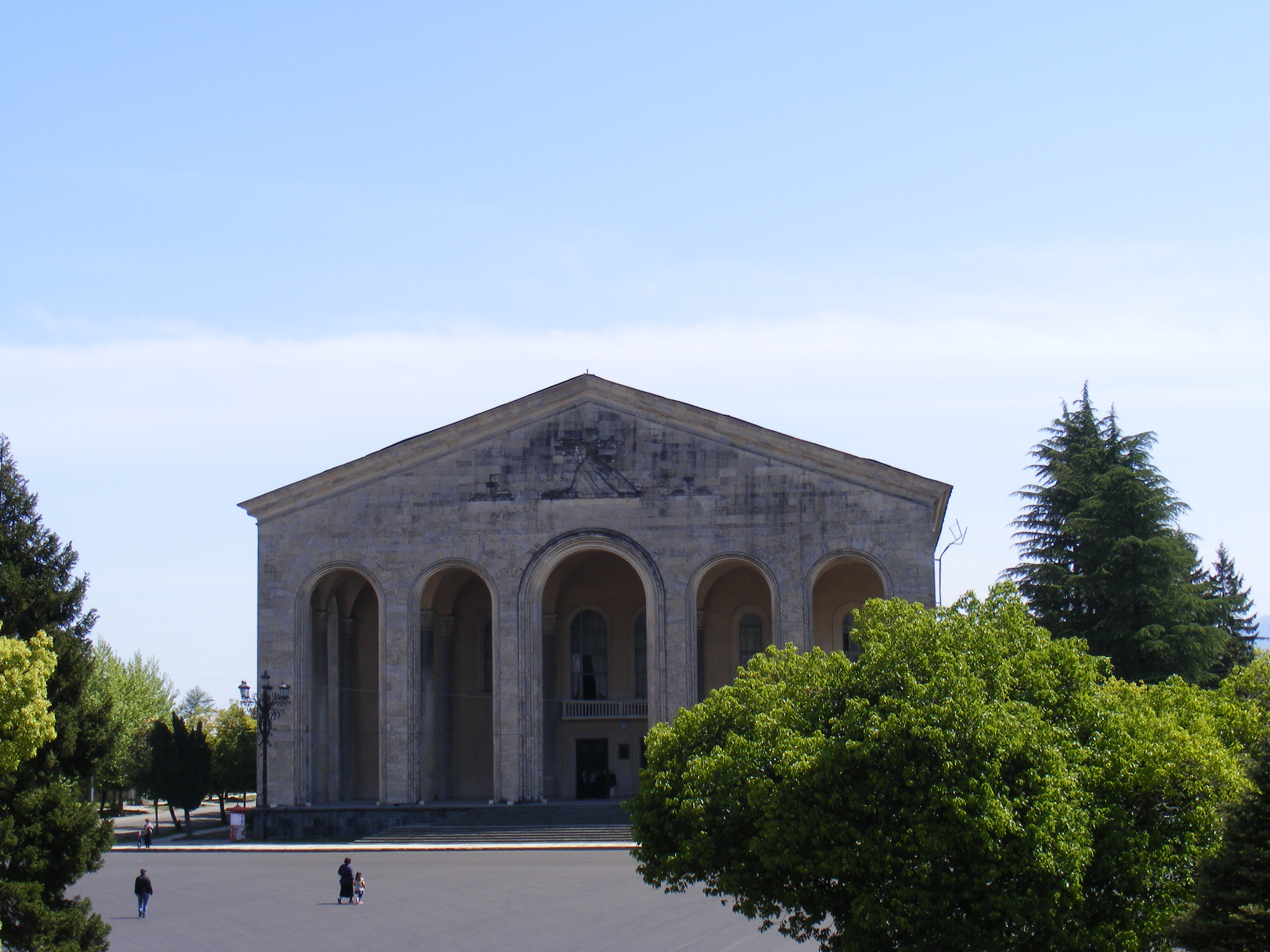
Teatr Dramatyczny
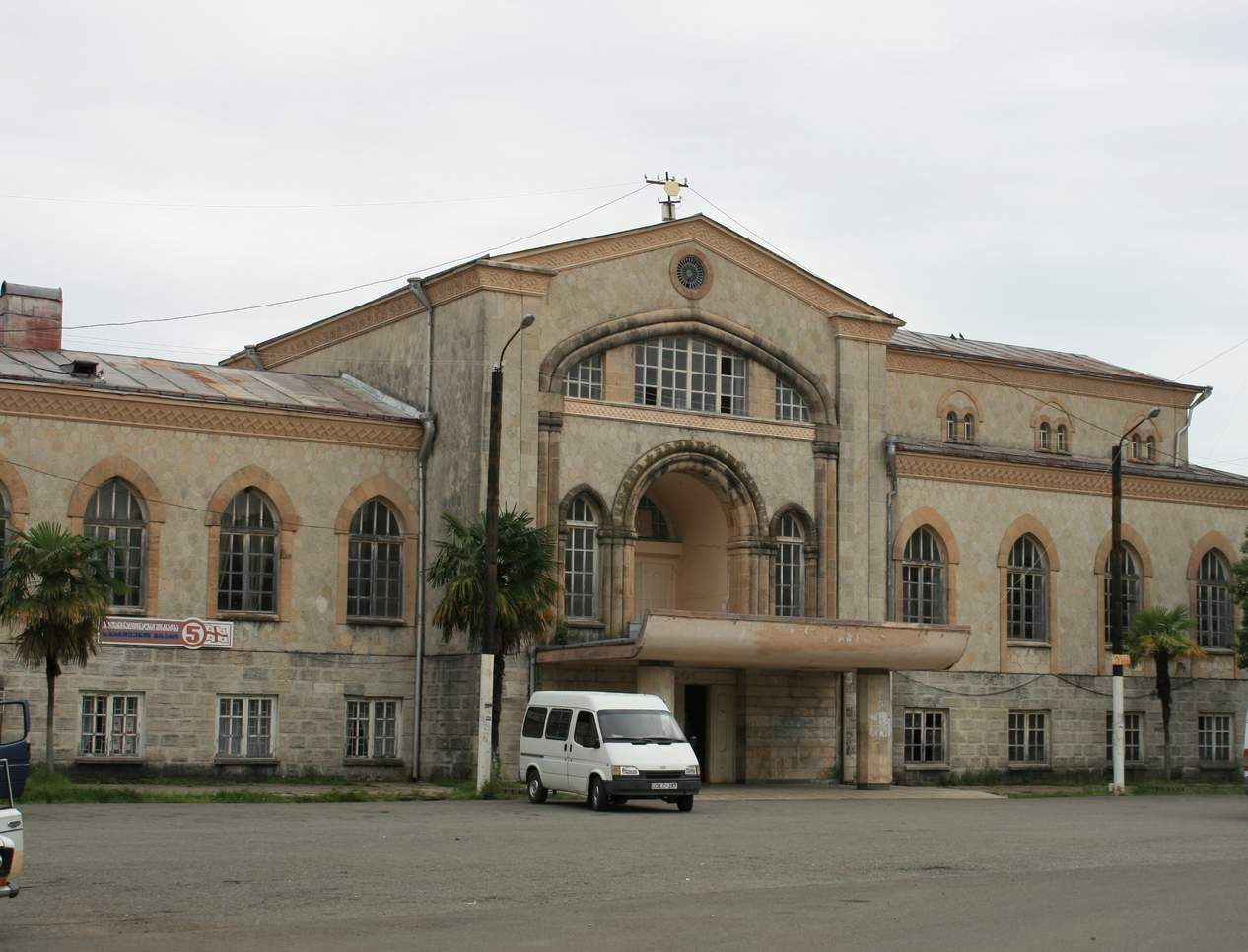
Dworzec kolejowy
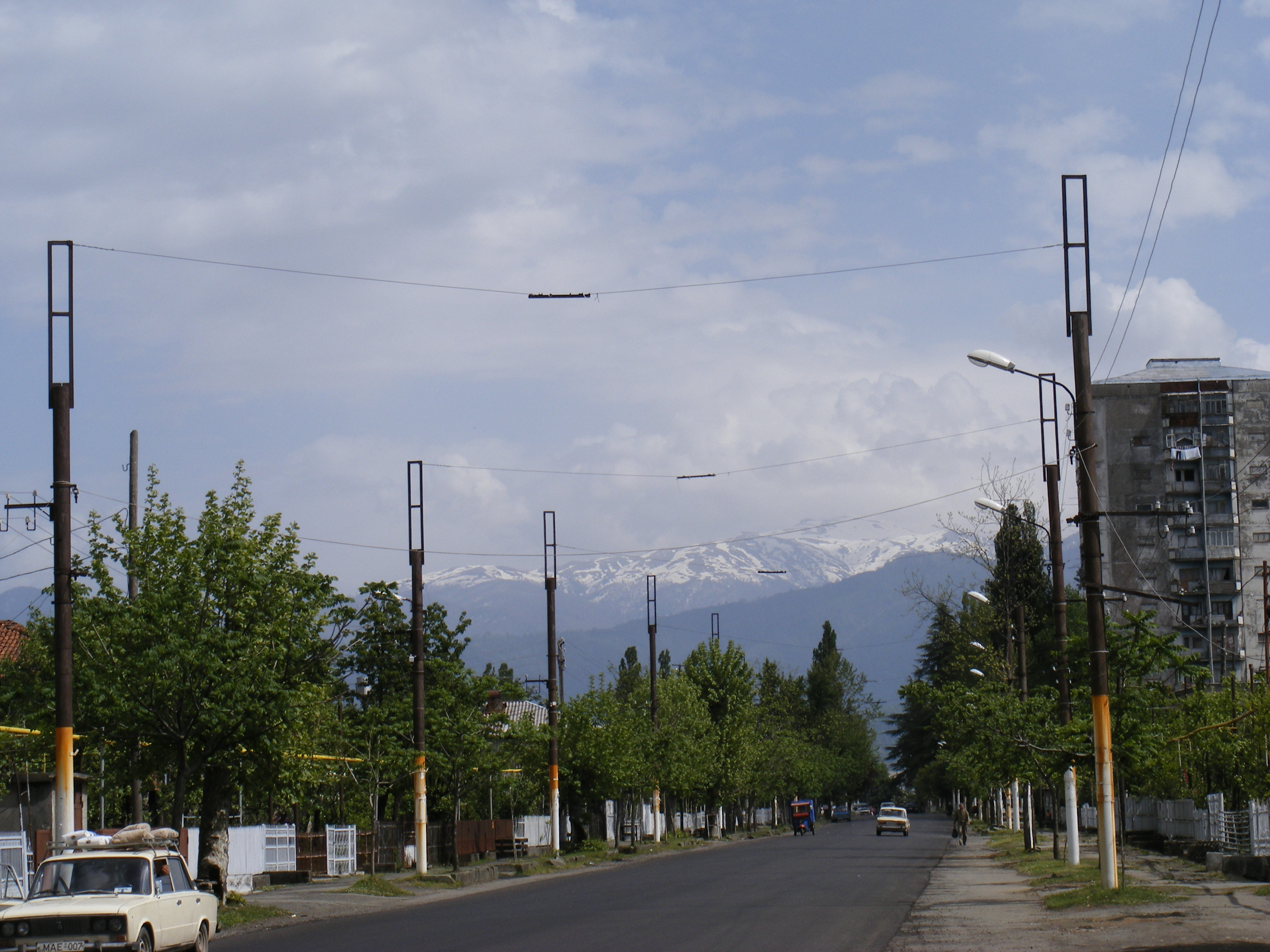
Ulica z widokiem na góry